# Clotilde Mollet
Clotilde Mollet est une comédienne française. Elle est notamment connue pour son rôle de Gina dans Le Fabuleux destin d'Amélie Poulain

## Biographie
Élève du Conservatoire national supérieur d'art dramatique de Paris, elle a également obtenu un premier prix de violon.

### Vie privée
Elle est mariée au comédien Hervé Pierre.

## Filmographie

### Cinéma

#### Longs métrages
- 1992 : La Crise de Coline Serreau : Tania
- 1996 : Un héros très discret de Jacques Audiard : Odette
- 1996 : Le Dernier des pélicans de Marco Pico
- 1997 : Mange ta soupe de Mathieu Amalric
- 1998 : Le Violon rouge de François Girard : Antoinette Poussin
- 1999 : Le Bleu des villes de Stéphane Brizé : Corinne
- 2001 : Le Fabuleux Destin d'Amélie Poulain de Jean-Pierre Jeunet : Gina
- 2003 : Elle est des nôtres de Siegrid Alnoy : Carole
- 2006 : La Tourneuse de pages de Denis Dercourt : Virginie
- 2007 : Hellphone de James Huth : Madame Soupir
- 2009 : Sommeil blanc de Jean-Paul Guyon : Françoise
- 2011 : Intouchables d'Eric Toledano et Olivier Nakache : Marcelle
- 2014 : Samba d'Eric Toledano et Olivier Nakache : Josiane
- 2015 : Journal d'une femme de chambre de Benoît Jacquot : Madame Lanlaire
- 2017 : Maryline de Guillaume Gallienne : La mère de Maryline
- 2018 : Pupille de Jeanne Herry : Mathilde François
- 2020 : Des hommes de Lucas Belvaux : Nicole
- 2022 : L'origine du mal de Sébastien Marnier : La logeuse
- 2023 : Magnificat de Virginie Sauveur : Béatrice
- 2026 : Changer l'eau des fleurs de Jean-Pierre Jeunet

#### Courts métrages
- 1988 : La Police de Claire Simon
- 2005 : Mille soleils de Mathieu Vadepied : La mère

### Télévision

#### Séries télévisées
- 2000 : Les Enfants du printemps : Annie
- 2001 / 2007 : P.J. : Mme Lemoine / Mme Rouche
- 2006 : Louis la brocante : Hélène
- 2019 : Laëtitia : Michelle Patron
- 2021 : Gloria : Carole Faustin
- 2021 : Les Rivières pourpres : Belmonte
- 2022 : Une mère parfaite : La psychologue
- 2022 : OVNI(s) : Odile de Courcel
- 2023 : La Tribu de Nadine Loisal et Patrick Cassir : Rose
- 2024 : Mister Spade de Scott Frank : Héléna Thibaut
- 2025 : Carême de Martin Bourboulon (Apple TV+) : Liliane

#### Téléfilms
- 2003 : Par amour d'Alain Tasma : Dr Sophie Vallier
- 2003 : La Chose publique de Mathieu Amalric : Une femme politique

## Théâtre
- 1980 : Deburau de Sacha Guitry, mise en scène Jacques Rosny, Théâtre Édouard VII
- 1983 : Œil pour œil de Jacques Audiard et Louis-Charles Sirjacq, mise en scène Louis-Charles Sirjacq, Théâtre Gérard Philipe
- 1983 : Cervantes intermèdes : Le Retable des merveilles, La Sentinelle Vigilante, Le Vieillard Jaloux, La Caverne de Salamanque de Cervantes, mise en scène Jean Jourdheuil et Jean-François Peyret, Théâtre Gérard Philipe, Festival d'Avignon, Nouveau théâtre de Nice
- 1984 : Les Serments indiscrets de Marivaux, mise en scène Alain Ollivier, Festival d'Avignon
- 1984 : Exquise Banquise de Louis-Charles Sirjacq, mise en scène Louis-Charles Sirjacq et Jean-Luc Porraz, Théâtre Gérard Philipe
- 1984 : Spinoza et Vermeer de Gilles Aillaud, mise en scène Jean Jourdheuil et Jean-François Peyret, Théâtre Gérard Philipe, Théâtre de la Bastille
- 1985 : Les Serments indiscrets de Marivaux, mise en scène Alain Ollivier, Théâtre de l'Athénée-Louis-Jouvet
- 1986 : Oncle Vania d'Anton Tchekhov, mise en scène Christian Benedetti, Théâtre de l'Est parisien
- 1986 : La Tempête de William Shakespeare, mise en scène Alfredo Arias, Festival d'Avignon, Théâtre de la Commune
- 1987 : Œdipe à Colone de Sophocle, mise en scène Bruno Bayen, Festival d’Hammamet, Festival d’Avignon
- 1988 : Le Monde d'Albert Cohen, mise en scène Jean-Louis Hourdin
- 1988 : Le Faiseur de théâtre de Thomas Bernhard, mise en scène Jean-Pierre Vincent, TNP Villeurbanne, Théâtre national de Strasbourg, Théâtre de la Ville
- 1989 : Le Monde d'Albert Cohen, mise en scène Jean-Louis Hourdin, MC93 Bobigny
- 1989 : Le Bourrichon, comédie rurale de Joël Jouanneau, mise en scène de l'auteur, Festival d'Avignon, Théâtre Ouvert
- 1991 : Des babouins et des hommes de Albert Cohen, mise en scène Jean-Louis Hourdin, MC93 Bobigny
- 1991 : Quatre heures à Chatila de Jean Genet, mise en scène Alain Milianti, Le Volcan
- 1992 : Quatre heures à Chatila de Jean Genet, mise en scène Alain Milianti, Théâtre de Nice
- 1992 : Ordinaire et disgracié de Claude Mollet, mise en scène Hervé Pierre, Théâtre de la Bastille
- 1993 : Quatre heures à Chatila de Jean Genet, mise en scène Alain Milianti, Théâtre des Treize Vents
- 1994 : Quai Ouest de Bernard-Marie Koltes, mise en scène Michel Froehly, Théâtre de la Cité internationale
- 1994 : Bingo d'Edward Bond, mise en scène Alain Milianti, Festival d'Avignon
- 1994 : La Volupté de l'honneur de Luigi Pirandello, mise en scène Jean-Luc Boutté, Théâtre Hébertot, Théâtre de Nice
- 1995 : Bingo d'Edward Bond, mise en scène Alain Milianti, Le Volcan
- 1995 : La Volupté de l'honneur de Luigi Pirandello, mise en scène Jean-Luc Boutté, Théâtre des Treize Vents, Théâtre de Bourg-en-Bresse, Théâtre des Célestins
- 1996 : Le Naufrage du Titanic de Hans Magnus Enzensberger, mise en scène Pierre-Alain Chapuis, Festival d'Avignon
- 1997 : Le Naufrage du Titanic de Hans Magnus Enzensberger, mise en scène Pierre-Alain Chapuis, Théâtre de la Tempête
- 1998 : Les Quatre Morts de Marie de Carole Fréchette, mise en scène Catherine Anne, Théâtre Gérard Philipe
- 1999 : Sainte Jeanne des Abattoirs de Bertolt Brecht, mise en scène Alain Milianti, Odéon-Théâtre de l'Europe, Le Volcan
- 1999 : Bastringue à la Gaité Théâtre de Karl Valentin, mise en scène Daniel Martin et Charles Tordjman, Théâtre de la Manufacture
- 2000 : Bastringue à la Gaité Théâtre de Karl Valentin, mise en scène Daniel Martin et Charles Tordjman, Théâtre des Treize Vents, Théâtre de la Commune
- 2000 : Le Gardeur de troupeaux de Fernando Pessoa, mise en scène Hervé Pierre, Le Volcan, Théâtre national de Strasbourg
- 2001 : Iphigénie en Aulide de Racine, mise en scène Daniel Jeanneteau, CDDB-Théâtre de Lorient, Théâtre national de Strasbourg
- 2002 : Le Gardeur de troupeaux de Fernando Pessoa, mise en scène Hervé Pierre, Nouveau Théâtre de Montreuil, CDDB-Théâtre de Lorient, Théâtre de la Manufacture
- 2003 : Les animaux ne savent pas qu'ils vont mourir de Pierre Desproges, mise en scène Michel Didym, Théâtre des Abbesses, Théâtre de la Manufacture, Théâtre national de Nice, Théâtre des Treize Vents
- 2003 : Le Square de Marguerite Duras, mise en scène Didier Bezace, Festival d'Avignon
- 2004 : Le Square de Marguerite Duras, mise en scène Didier Bezace, Théâtre de la Commune
- 2004 : Les animaux ne savent pas qu'ils vont mourir de Pierre Desproges, mise en scène Michel Didym, Théâtre de la Croix-Rousse, Théâtre des Abbesses, Nouveau théâtre d'Angers
- 2005 : Le Square de Marguerite Duras, mise en scène Didier Bezace, Théâtre national de Strasbourg, La Criée, Nouveau théâtre d'Angers
- 2005 : Caiero ! d'après Fernando Pessoa, mise en scène Hervé Pierre, Théâtre national de la Colline, Théâtre national de Toulouse Midi-Pyrénées, Le Volcan
- 2006 : Les animaux ne savent pas qu'ils vont mourir de Pierre Desproges, mise en scène Michel Didym, MC2
- 2007 : Juste la fin du monde de Jean-Luc Lagarce, mise en scène François Berreur, MC2, Nouveau théâtre de Besançon, Maison de la Culture de Bourges, Théâtre de la Cité internationale, Théâtre des Célestins, Théâtre de la Manufacture, tournée
- 2008 : Juste la fin du monde de Jean-Luc Lagarce, mise en scène François Berreur, TNBA, tournée
- 2008 : Vers toi terre promise de Jean-Claude Grumberg, mise en scène Charles Tordjman, Théâtre de la Manufacture
- 2009 : Vers toi terre promise de Jean-Claude Grumberg, mise en scène Charles Tordjman, Théâtre des Célestins, Théâtre des Treize Vents, Théâtre du Rond-Point, Théâtre Marigny
- 2010 : La Nuit les brutes de Fabrice Melquiot, mise en scène Roland Auzet, Théâtre des Célestins, Théâtre de l'Ouest parisien
- 2011 : Vers toi terre promise de Jean-Claude Grumberg, mise en scène Charles Tordjman, Théâtre du Jeu de Paume, Théâtre national de Nice, Théâtre de l'Union, TNBA, tournée
- 2011 : L'Art de la comédie d’Eduardo De Filippo, mise en scène Philippe Berling, Théâtre Liberté, Le Festin, Théâtre de l'Ouest parisien, Théâtre national de Nice, tournée
- 2013 : La Chatte sur un toit brûlant de Tennessee Williams, mise en scène Claudia Stavisky, Théâtre des Célestins, tournée
- 2014 : Résumons-nous d'Alexandre Vialatte, mise en scène Charles Tordjman, Théâtre Vidy-Lausanne, Grand Théâtre de Luxembourg, tournée
- 2014 : Le Square de Marguerite Duras, mise en scène Didier Bezace, Théâtre de l'Atelier
- 2015 : Quand le Diable s'en mêle (Léonie est en avance, Feu la mère de Madame et On purge bébé) de Georges Feydeau, mise en scène Didier Bezace, Château de Grignan, tournée
- 2017 : De si tendres liens de Loleh Bellon, mise en scène Laurence Renn Penel, Petit Louvre, Festival off d'Avignon
- 2017 : La vie que je t'ai donnée de Luigi Pirandello, mise en scène Jean Liermier, Théâtre de Carouge, tournée Suisse et France
- 2019 : Trois femmes de Catherine Anne, mise en scène de l'auteur,   Théâtre Lucernaire
- 2023 : Tachkent de Rémi De Vos, mise en scène Dan Jemmett, Nuits de Fourvière puis Studio Marigny
- 2024 : Moman de Jean-Claude Grumberg, festival off d'Avignon La Scala Provence
- 2024 : Projection privée de Rémi De Vos, mise en scène Jean-Michel Ribes, Théâtre du Petit-Saint-Martin